# العلاقات الساموية الكوستاريكية
العلاقات الساموية الكوستاريكية هي العلاقات الثنائية التي تجمع بين ساموا وكوستاريكا.

## مقارنة بين البلدين
هذه مقارنة عامة ومرجعية للدولتين:
| وجه المقارنة                                              | ساموا                        | كوستاريكا                                 |
| --------------------------------------------------------- | ---------------------------- | ----------------------------------------- |
| المساحة (كم2)                                             | 2.84 ألف                     | 51.10 ألف                                 |
| عدد السكان (نسمة)                                         | 196.44 ألف                   | 4.91 مليون                                |
| الكثافة السكانية (ن./كم²)                                 | 69.17                        | 96.09                                     |
| العاصمة                                                   | أبيا                         | سان خوسيه                                 |
| اللغة الرسمية                                             | لغة إنجليزية، اللغة الساموية | اللغة الإسبانية                           |
| العملة                                                    | تالا ساموي                   | كولون كوستاريكي                           |
| الناتج المحلي الإجمالي (بليون دولار)                      | 856.63 مليون                 | 57.06 مليار                               |
| الناتج المحلي الإجمالي (تعادل القوة الشرائية) بليون دولار | 1.15 مليار                   | 74.98 مليار                               |
| الناتج المحلي الإجمالي الاسمي للفرد دولار أمريكي          | 3.94 ألف                     | 11.26 ألف                                 |
| الناتج المحلي الإجمالي للفرد دولار أمريكي                 | 5.79 ألف                     | 14.92 ألف                                 |
| مؤشر التنمية البشرية                                      | 0.702                        | 0.766                                     |
| رمز المكالمات الدولي                                      | +685                         | +506                                      |
| رمز الإنترنت                                              | .ws                          | .cr، قائمة نطاقات المستوى الأعلى للإنترنت |
| المنطقة الزمنية                                           | ت ع م+13:00                  | 00                                        |

## منظمات دولية مشتركة
يشترك البلدان في عضوية مجموعة من المنظمات الدولية، منها:
| علم المنظمة | اسم المنظمة                               | تاريخ انضمام ساموا | تاريخ انضمام كوستاريكا |
| ----------- | ----------------------------------------- | ------------------ | ---------------------- |
|             | الاتحاد البريدي العالمي                   | ?                  | ?                      |
|             | يونسكو                                    | 3 أبريل 1981       | 19 مايو 1950           |
|             | البنك الدولي للإنشاء والتعمير             | 28 يونيو 1974      | 8 يناير 1946           |
|             | منظمة التجارة العالمية                    | ?                  | ?                      |
|             | وكالة ضمان الاستثمار متعدد الأطراف        | 27 سبتمبر 2002     | 8 فبراير 1994          |
|             | الاتحاد الدولي للاتصالات                  | 7 أكتوبر 1988      | 13 سبتمبر 1932         |
|             | منظمة الشرطة الجنائية الدولية             | ?                  | ?                      |
|             | مؤسسة التمويل الدولية                     | 28 يونيو 1974      | 20 يوليو 1956          |
|             | الأمم المتحدة                             | 15 ديسمبر 1976     | 2 نوفمبر 1945          |
|             | مؤسسة التنمية الدولية                     | 28 يونيو 1974      | 30 يونيو 1961          |
|             | منظمة حظر الأسلحة الكيميائية              | ?                  | ?                      |
|             | المركز الدولي لتسوية المنازعات الاستشارية | 25 مايو 1978       | 27 مايو 1993           |

## وصلات خارجية
- موقع وزارة الخارجية الكوستاريكية